# Antón Avilés de Taramancos

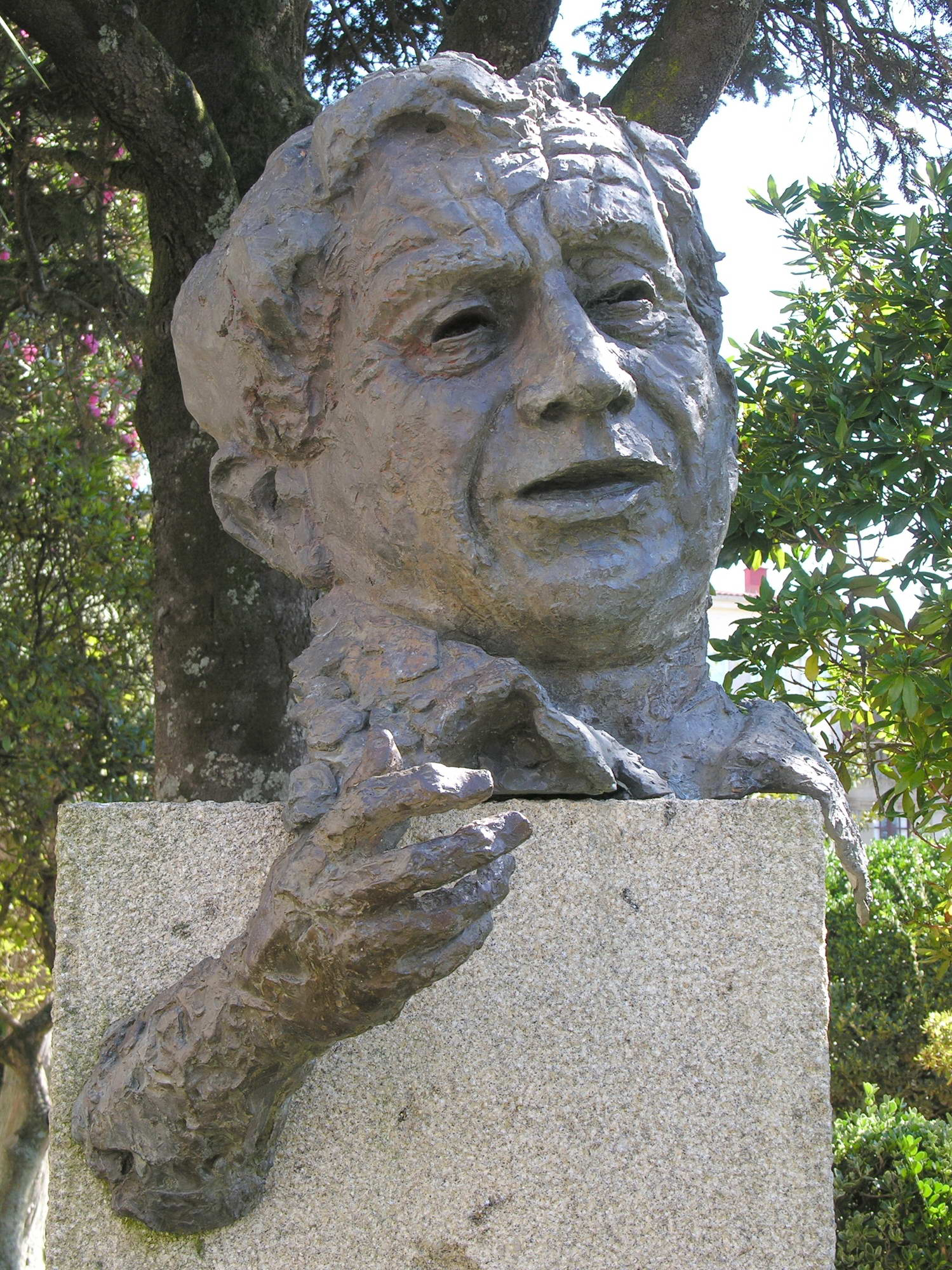
Estatua en Noya.

Antón Avilés de Taramancos (Xosé Antón Avilés Vinagre, Noya, La Coruña, España, 6 de abril de 1935 - La Coruña, España, 23 de marzo de 1992) fue un escritor español, que escribía en gallego.
Su verdadero nombre era Xosé Antón Avilés Vinagre. Su padre era Severiano Avilés, pescador, y su madre Manuela Vinagre, labradora, los cuales tuvieron otros tres hijos antes de nacer Antón. Hizo el bachillerato en Noya, y ya a los 15 años publica su primer poema, en gallego, en la revista local Tapal editada por Manuel Fabeiro Gómez.
Se mudó a La Coruña para hacer estudios de náutica. Allí es decisiva su amistad con Urbano Lugrís, Xohán Casal y Reimundo Patiño que influyen en su concepción de Galicia y en su ideología. En este tiempo colabora en revistas literarias como Aturuxo, de Ferrol, o Quatro Ventos, de Braga. En la revista Atlántida de La Coruña publica los seis poemas que constituyen «As moradías do vento», y en 1959 publica su primer libro, «A frauta i o garamelo», un poemario que envió al concurso literario organizado por Brais Pinto. «Pequeno canto para un peito xoven» quedó inédito hasta 1982.
Participó en el estreno de la obra teatral de Álvaro Cunqueiro, «O incerto señor Don Hamlet, príncipe de Dinamarca». En 1961 emigró a Colombia, donde permanece hasta 1980, primero en la selva amazónica y más adelante en Bogotá, donde había encontrado trabajo en la embajada brasileña. Allí conoció a la que se convertiría en su mujer en 1970 y a Manuel Arce Valladares, embajador de Guatemala, de origen gallego.
Una vez finalizado el contrato con la embajada inició una serie de trabajos sin mucho éxito hasta que consigue un trabajo como distribuidor de libros en Cali. El 15 de agosto de 1980 regreso a su ciudad natal, donde regenta una taberna en la que organiza recitales poéticos y desde la que organiza la Sociedade Cultural Catavento. 
Presidió la Asociación de Escritores en Lengua Gallega (1986) y elegido concejal en Noya en las listas del Bloque Nacionalista Galego, siendo designado concejal de cultura (1987-1991). Murió a consecuencia de un cáncer. En 2003 se le dedicó el Día de las Letras Gallegas.

## Obras
- «As moradías do vento» (1955)
- «A frauta i o garamelo» (1959).
- «O tempo no espello» (1982)
- «Cantos caucanos» (1985)
- «As torres no ar» (1989)
- «Obra viva» (1992)
- «Nova Crónica das Indias» (1992)
- «Última fuxida a Harar» (1992, póstuma)
- «Tres capitáns de tempos idos»